# Mehri (langue)
Pour les articles homonymes, voir Mehri.
Le mehri ou parfois mahri est une langue sémitique de la branche sudarabique moderne. Elle est parlée par les Mahras à l'intérieur d'une aire comprise entre la province du Mahra, à l'est du Yémen, et la région du Dhofar, à l'ouest d'Oman.
Langue non écrite, préexistante à l'invasion des tribus arabes du Nord, le mehri se trouve menacé tant par l'exode des populations rurales qui en font usage, par les vecteurs permanents d'arabisation que constituent l'éducation et les services administratifs que par un bilinguisme presque totalement généralisé.
Quelque 70 643 locuteurs emploieraient le mehri au Yémen, ainsi que 50 763 en Oman et 14 358 dans la diaspora mahra au Koweït.